# Follow My Lead (banda)
Follow My Lead foi uma banda de metalcore formada em 2013 em Donegal, Irlanda. Seu primeiro EP Sleepless foi lançado em agosto de 2013, com o ainda vocalista Mattie Foxx. Após este deixar a banda em maio de 2015, foi substituído por Danny Bochkow, e lançando seu único álbum até então. Spit, Kick, Revolt. foi lançado em junho de 2016 pela InVogue Records.

## História

### Formação e contrato com a Fearless Records
A banda foi formada em 2013 em Donegal, República da Irlanda e consistia do vocalista Ryan Dawson, guitarristas Niall Friell e Robbie Thorne, além do baixista Declan Graham e baterista William Woods. Dawson deixou o grupo por razões desconhecidas no primeiro ano de existência, sendo então substituído por Mattie Foxx.
Em 23 de agosto de 2013, a banda lançou seu primeiro EP chamado Sleepless para download digital. O videoclipe da música "Crestfallen" foi lançado no canal do BryanStars no YouTube. A banda anunciou no final de 2014 que voou para Gotemburgo, na Suécia, para trabalhar em seu primeiro álbum, juntamente com Fredrik Nordström, que havia trabalhado com Bring Me the Horizon, In Flames e Architects anteriormente no Studio Fredman. A banda assinou um contrato com a Fearless Records em dezembro de 2014 e lançou o single "XIII" como download digital em seu site.

### Partida de Mattie Foxx assinando com o selo InVogue Records
Enquanto trabalhava em seu álbum, Mattie Foxx anunciou sua saída de Follow My Lead em 18 de maio de 2015, deixando os músicos restantes sem vocalista. Oito semanas depois, a banda anunciou que Danny Bochkow, que tocava guitarra na banda irlandesa de metal Displaced, substituiria Foxx como vocalista. A Fearless Records encerrou o contrato a banda com apenas uma música lançada nessa gravadora. A banda anunciou em abril de 2016 que assinou com a inVogue Records. Eles anunciaram que seu álbum de estreia seria lançado em 2016.

### Spit, Kick, Revolt.
Junto com o anúncio da assinatura na inVogue Records, a banda lançou o videoclipe de seu single "Jugular" e as primeiras informações sobre o álbum de estréia. O álbum se chama Spit, Kick, Revolt. e foi lançado em 17 de junho de 2016. Após o lançamento do álbum, a banda excursionou pelo Reino Unido entre 15 e 23 de julho.

## Estilo musical e influências
A banda Follow My Lead é conhecida por sua sonoridade que combina elementos de post-hardcore e metalcore. Seu primeiro EP, Sleepless, caracterizou-se por uma estética visual fortemente associada a cena screamo e ao movimento scene kid.
Musicalmente, o grupo apresenta uma abordagem variada de vocais, alternando entre técnicas guturais, gritos e vocais limpos. Seu único álbum de estúdio incorpora elementos de rap, o que levou alguns críticos a classificarem sua música como uma vertente do nu metalcore.
Entre as principais influências de Follow My Lead estão bandas como While She Sleeps, Of Mice & Men e Bring Me the Horizon. A estética musical apresentada em seu álbum de estúdio foi frequentemente comparada aos primeiros trabalhos do Linkin Park, especialmente pelo uso de vocais de rap e toca-discos.

## Membros
| Última formação - Danny Bochkow − vocais principais (2015–2018) - Niall Friell – guitarea principal (2012–2018) - Robbie Thorne – guitarra rítmica (2012–2018) - Declan Graham – baixo, vocais de apoio (2012–2018) | Ex-integrantes - Ryan Dawson – vocais principais (2012-2013) - Mattie Foxx – vocais pricipais (2013–2015) - William Woods – bateria, percussão (2012–2017) |

## Discografia
- 2013: Sleepless (EP)
- 2016: Spit, Kick, Revolt. (álbum, inVogue Records)